# Instytut Nauk o Człowieku
Instytut Nauk o Człowieku (niem. Institut für die Wissenschaften vom Menschen, IWM) – instytut badawczy założony przez Krzysztofa Michalskiego (w latach 1982-2013 rektora), ks. Józefa Tischnera wraz z Hansem Georgiem Gadamerem w Wiedniu w 1982 roku. Wzorem dla Instytutu Nauk o Człowieku był Institute for Advanced Study w Princeton. Wieloletnim prezesem tej instytucji był ks. Józef Tischner. Od 2003 roku Instytut przyznaje polskim młodym naukowcom stypendia jego imienia. 
W 1994 roku IWM powołał do życia Katedrę im. Erazma z Rotterdamu na Uniwersytecie Warszawskim. Katedra ma za zadanie stworzenie oferty programowej z zakresu nauk humanistycznych, która będzie inspirować studentów do pracy naukowej. W ramach Katedry prowadzone są zajęcia dydaktyczne i program stypendialny, umożliwiające kontakt z najwybitniejszymi uczonymi z Europy, m.in. Debaty Tischnerowskie.
Członkami rady naukowej instytutu są m.in. Timothy Garton Ash, Marcin Król, Fritz Stern, Saskia Sassen, Aleksander Smolar, a kuratorami m.in. Giuliano Amato, Ralf Dahrendorf, Joschka Fischer, Karel Schwarzenberg, George Soros.